# Makedonische Studentenvereinigung „Vardar“

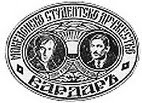
Siegel der makedonischen Studentenvereinigung „Vardar“ mit den Abbildern von Ilija Kuschew und Ljubomir Wessow aus Veles, welche zu den Gründungsmitgliedern der Vereinigung gehörten

Die Makedonische Studentenvereinigung „Vardar“ (bulgarisch Македонско студентско дружество „Вардар“ Makedonsko studentsko druschestwo „Wardar“) ist eine im Jahr 1920 gegründete Organisation der Studenten der Universität Sofia im damaligen Königreich Bulgarien. Bei den Studenten handelte es sich hauptsächlich um bulgarische Flüchtlinge aus der Region Makedonien. Sie wurde als Nachfolgeorganisation der Makedonischen Studentenvereinigung Goze Deltschew gegründet und unterhielt enge Verbindungen zur Inneren Makedonischen Revolutionären Organisation (IMRO), bis beide nach dem Putsch von 1934 verboten wurden. Der Name der Studentenvereinigung leitet sich vom Fluss Vardar ab, der durch Makedonien in die Ägäis fließt.

## Geschichte
Im Jahr 1920 geriet die im Sommer 1919 gegründete Makedonische Studentenvereinigung Goze Deltschew, wie andere makedonische Organisationen in Bulgarien, in internen Streitigkeiten. Die mehreren Treffen, die zur Wiederherstellung der Einheit abgehalten wurden, brachten keine Ergebnisse, weshalb sich im Jahr 1920 etwa dreißig Mitglieder der Organisation trennten und an ihrer Stelle den makedonischen Studentenverein „Vardar“ gründeten. Zu den Gründungsmitgliedern gehörten Ljubomir Wessow und Ilija Kuschew aus Veles, Ilija Bugartschew aus Dojran, Zora Zdrawewa und Iwan Michajlow aus Štip (Vorsitzender), Jordan Tschkatrow und Petar Kolischtarkow aus Prilep, Krastjo Weljanow und Stojan Keremidschiew aus Serres an.
Die Studentenvereinigung „Vardar“ hat sich in ihrem Statut zum Ziel gesetzt, sich für eine umfassende kultur-, bildungs- und gesellschaftspolitische Förderung makedonischer Studierender einzusetzen, seine Mitglieder zur Einheit und Solidarität zu erziehen, kulturelle und politische Aktivitäten zu entwickeln und für die Autonomie Makedoniens zu kämpfen. Um dieses Ziel zu erreichen, ließ die Studentenvereinigung regelmäßig kulturelle und pädagogische Reden veranstalten sowie eine eigene Bibliothek und Broschüren herausgeben. Jeder Student der Universität Sofia, der aus der Region Makedonien kam, konnte Mitglied werden.
Im März 1920 rief die Studentenvereinigung „Vardar“ die makedonischen Flüchtlingsorganisationen in Bulgarien in einem Manifest auf und erklärte, dass die Studentenvereinigung als Reaktion auf ausländische Kräfte gegründet wurde, die versuchten, makedonische Flüchtlinge in einen selbstzerstörerischen Kampf zu stürzen. Zudem strebte man danach, die makedonische Studenten vorzubereiten und ihnen nationales Pflichtbewusstsein, Patriotismus und Opferbereitschaft im Namen des Befreiungsideals zu vermitteln. Der Appell richtete sich an alle, denen die Sache der makedonischen Bulgaren am Herzen liegt, die Gesellschaft zu unterstützen.
Die Studentenvereinigung „Vardar“ entwickelte eine aktive kulturpolitische, publizistische Tätigkeit und etablierte sich schnell als führendes Zentrum der bulgarischen Jugend aus Makedonien. Sie hatte viele Bücher und Broschüren veröffentlicht, unter anderem die Zeitung Vardar, welche jährlich zwischen den Zeiträumen 1923 und 1932 erschien. Die Studentenvereinigung beschäftigte sich mit dem Aufbau einer reichen Bibliothek; appellierte an alle Bulgaren, die an den nationalen Befreiungskämpfen in Makedonien teilgenommen haben, ihre Memoiren zu schreiben, Dokumente, Fotos, Materialien aller Art zu sammeln und sie der Bibliothek der Gesellschaft zu übergeben, wo ein Archiv aufgebaut wurde.
Mitglieder der Studentenvereinigung unterhielten Kontakte zur Bulgarischen Nationalen Studentenvereinigung, der Makedonischen Jugendunion und der Makedonischen Studentenvereinigung im Ausland. Es wurden regelmäßig Kontakte zu anderen bulgarisch-makedonischen Studenten aus Österreich, Ungarn, der Tschechoslowakei, Deutschland und weiteren Ländern gehalten.
Er beobachtete und präsentierte der bulgarischen Öffentlichkeit und dem Völkerbund regelmäßig die Verbrechen der serbischen und griechischen Behörden in Makedonien. Beispielsweise gab die Studentenvereinigung 1923 und 1924 dem Völkerbund und der akademischen Weltjugend umfangreiche Ausstellungen über das Massaker an den Bulgaren in Vardar und Ägäis-Makedonien, schrieb 1925 dem Völkerbund und der Französischen Liga für Menschenrechte in Paris über die griechische Invasion und die Gräueltaten in Petritsch. In der Zeit von 1922 bis 1927 richteten die Mitglieder von Vardar mehr als 60 Proteste, Appelle und Denkschriften an verschiedene Regierungen, internationale Institutionen und Organisationen.
Im April 1925 gründeten Mitglieder der Studentenvereinigung „Vardar“ den Makedonischen Mädchenverband, der die Gesellschaft und die Auslandsstudentenschaft uneingeschränkt unterstützte. Sie ist mit einer Reihe von Frauenorganisationen verbunden (International Women’s Organization in Genf, Women’s League for Peace in Paris ua), wo sie die makedonische Frage und die Situation und Kämpfe makedonisch-bulgarischer Frauen erläutert.
Zu den weiteren Vorsitzenden der Studentenvereinigung gehörten Iwan Michajlow (Štip), Jordan Tschkatrow (Prilep), Wasil Schaldew (Goumenissa), Kiril Drangow (Skopje), Asen Awramow (Skopia, Nea Zichni), Ljuben Dimitrow (Bitola), Petar Azew (Skopje) und Schiwko Gelew (Skopje).
Die Organisation wurde nach dem Putsch vom 19. Mai 1934 verboten. Ihr Nachfolger ist die 1935 gegründete makedonische Studentenvereinugung Schar (nach der Šar Planina), die bis zu ihrem Verbot nach dem Putsch vom 9. September 1944 bestand.